# Пам'ятник жертвам політичних репресій (Донецьк)

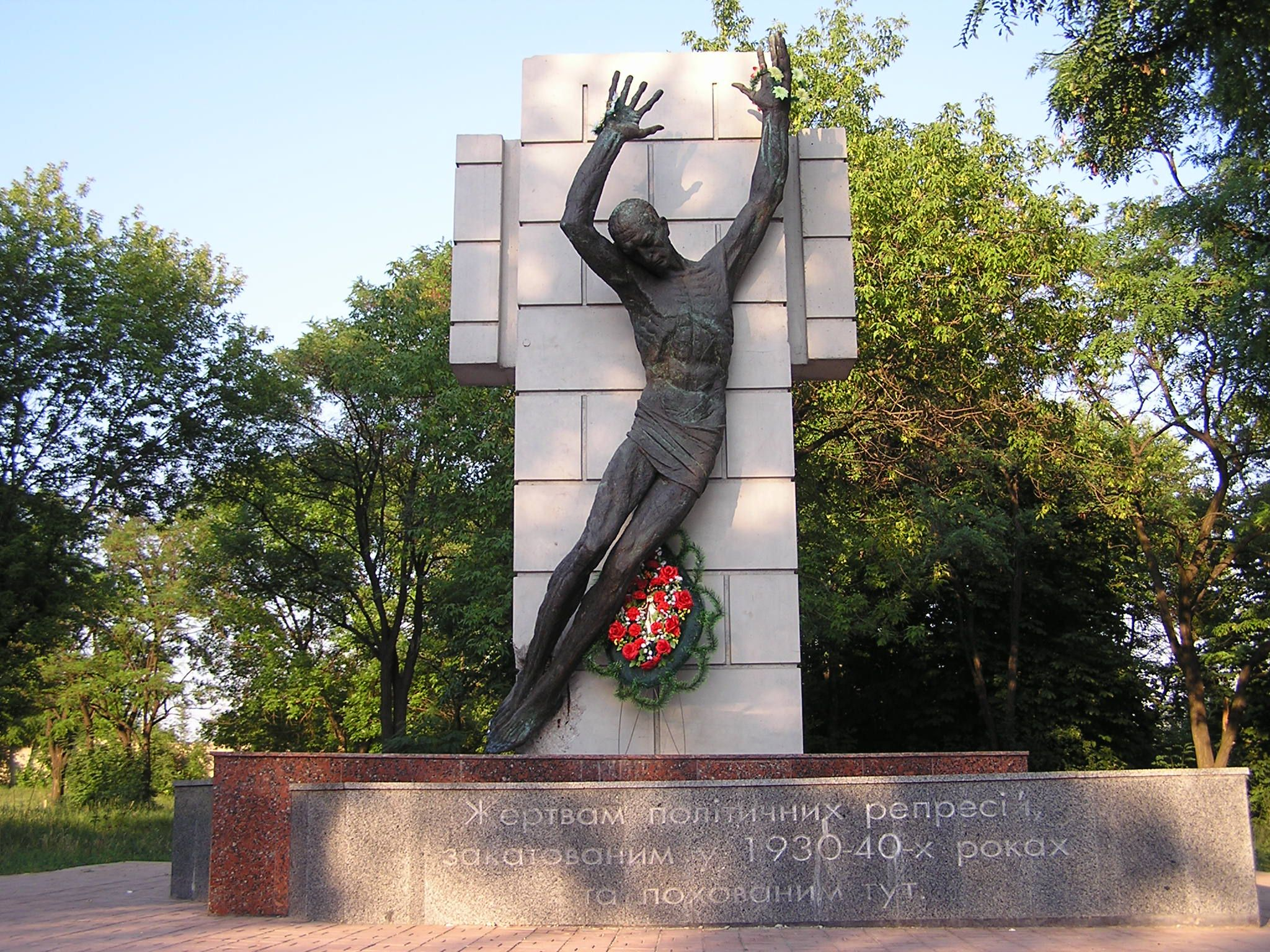
Пам'ятник жертвам політичних репресій на Рутченковському полі

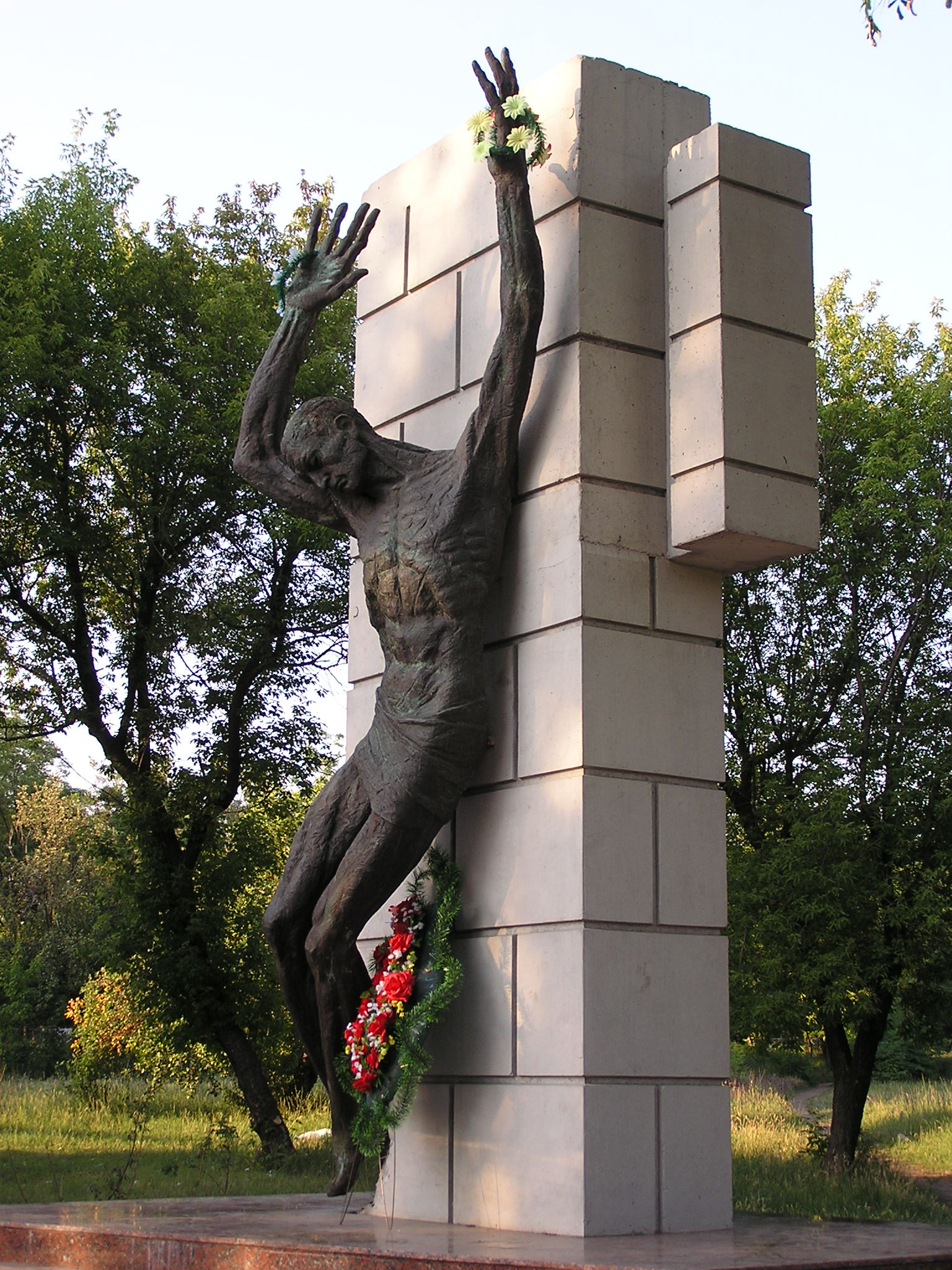
Пам'ятник жертвам політичних репресій на Рутченковському полі

Пам'ятник жертвам політичних репресій — пам'ятник у Донецьку. Знаходиться на Рутченковому полі в Кіровському районі Донецька, на місці масового поховання жертв Сталінського терору 1930-1940-х років.

## Історія
Докладніше: Рутченкове поле
Навесні 1989 року на території рутченкового поля під час проведення розкопок були виявлені останки більш ніж 500 чоловік із простреленими черепами. Були проведені дослідження в ході яких встановлено, що на місці розкопок поховані жертви репресій 1930-1940-х років. Активну участь брала громадська організація «Донецький меморіал». Кількість жертв репресій, похованих на Рутченковому полі становить біля десяти тисяч чоловік.
16 вересня 1989 року відбулося перепоховання знайдених останків у двох братських могилах. В 1990 року Рутченковському полю був наданий статус цвинтаря жертв політичних репресій. Також 16 вересня 1989 року на місці поховання був закладений камінь із написом: «Тут буде споруджений пам'ятник жертвам репресій у Донбасі в 1930—1940 р.»
25 листопада 2005 року на місці поховання був відкритий пам'ятник жертвам політичних репресій. На відкритті пам'ятника були присутні почесні консули Німеччини і Вірменії, Генеральний консул Болгарії, представники громадської організації «Всеукраїнське товариство політв'язнів і репресованих».
Автори пам'ятника — скульптор Олександр Порожнюк і архітектор Володимир Бучек.
Пам'ятник являє собою чотирьохметрову бронзову фігуру виснаженої людини з піднятими руками на тлі стели у вигляді хреста.

На постаменті напис: 
|  | Жертвам політичних репресій, закатованим в 1930-1940-х роках та похованим тут. |

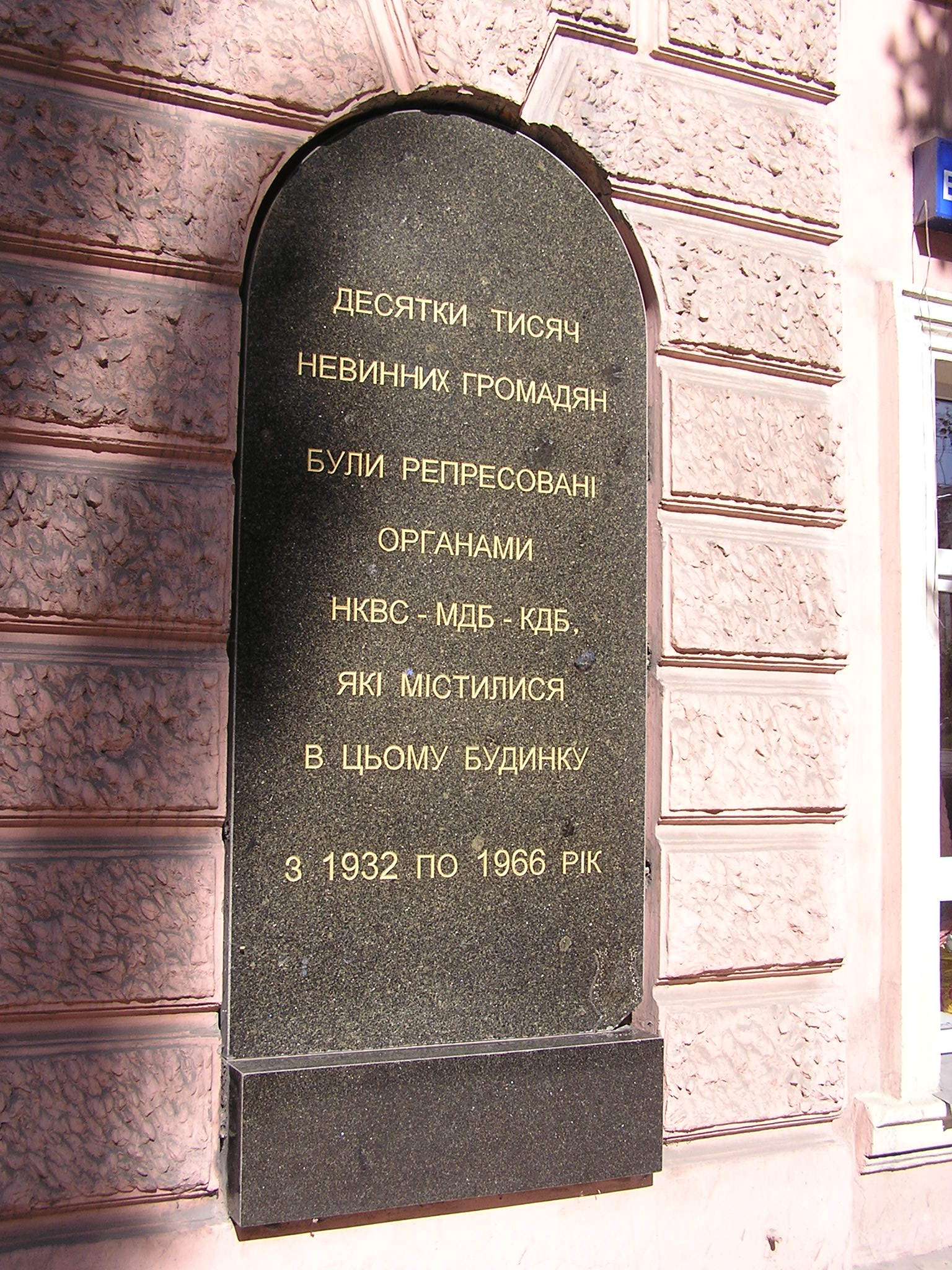
Меморіальна дошка пам'яті жертв політичних репресій на будинку донецької консерваторії

На Рутченковське поле привозили розстрілювати або привозили вже вбитих з будинку, у якому тепер розташовується Донецька консерваторія. Навесні 2004 року на цьому будинку встановили Меморіальну дошку: 
|  | Десятки тисяч невинних громадян були репресовані органами НКВС - МДБ - КДБ, які містилися в цьому будинку з 1932 по 1966 рік. |

У травні 2016 року представниками самопроголошеної ДНР меморіальна дошка була демонтована.

### Про пам'ятник
- Пам'ятник жертвам терору 1930-1940-х рр. [Архівовано 10 грудня 2012 у Wayback Machine.]
- «Ворогам народу» тепер можна вклонитися
- У Донецьку відкритий пам'ятник жертвам політичних репресій [Архівовано 1 грудня 2012 у WebCite]
- У Донецьку відкритий пам'ятник жертвам політичних репресій

### Про розстріли й розкопки на Рутченковському полі
- Поле пам'яті, поле покаяння… (Погляд учасника розкопок у Рутченково двадцять років потому) [Архівовано 1 грудня 2012 у WebCite]
- Донецькі пахани — за духом комісари або Чому не розкриваються таємниці Рутченковського поля [Архівовано 6 травня 2021 у Wayback Machine.]

1. ↑  ФОТОФАКТ. В Донецке уничтожили памятник жертвам репрессий. Архів оригіналу за 3 грудня 2016. Процитовано 3 грудня 2016.